# Lago Yalpug

El lago Yalpug (en ucraniano: Озеро Ялпуг, ozero Yalpug) es un lago de agua dulce de Ucrania meridional, en el óblast de Odesa. Es el lago natural más grande del país, y abarca una superficie de 149 km², con una profundidad media de alrededor de 2 metros, una profundidad máxima de 5,5 metros y, en su extremo más al sur, se une con el lago Kugurluy.
En sus orillas septentrionales se encuentran en el distrito Bolhradskyi, limita con el distrito Reniyskyi al suroeste y el distrito Izmailskyi al sureste.
La mayor ciudad en las orillas del Yalpug es Bolhrad en su punto más al norte. Entre las localidades más grandes se encuentran Vinohradivka al norte, Kotlovina al oeste y Ozerne en su orilla suroriental.